# Fonacija
Glasničenje, glasanje ili fonacija (franc. phonation prema grč. φωνή: zvuk, glas) govorna je djelatnost u grkljanu kojom se mijenja zračna struja što prolazi između glasnica, a poglavito se mijenjaju različita titranja glasnica. Različitim vrstama fonacije objašnjavaju se primjerice šaputav ili kreštav glas.